# Нагородний знак «Зірка Янгола охоронця»
Нагородний знак «Зірка Янгола охоронця» (лит. Pasižymėjimo ženklas «Angelo Sargo žvaigždė») — відомча нагорода департаменту поліції при Міністерстві внутрішніх справ Литовської Республіки.

## Положення про нагороду
|  | Цей розділ статті ще не написано . Ви можете допомогти проєкту, написавши його. |
|  | Цей розділ статті ще не написано. Ви можете допомогти проєкту, написавши його.  |